# Club Náutico de la Isla de Luanda
El Club Náutico de la Isla de Luanda (Clube Náutico da Ilha de Luanda en idioma portugués y oficialmente) es un club náutico ubicado en Luanda, Angola. 
Fue fundado el 28 de febrero de 1924 con el nombre de Clube Desportivo Nun’Alvares, cambiando su denominación a la actual el 7 de septiembre de 1979 en cumplimiento de la orden emitida el 11 de abril de 1979 por el Secretario Nacional del Consejo Superior de Educación Física y Deportes del gobierno de Angola que determinaba que los clubes con denominaciones relacionadas con el colonialismo deberían proceder a su sustitución.
Fue la sede del 24º Campeonato Mundial de Snipe en 1969, al serle adjudicada la organización a Portugal, país que decidió celebrarlo en este club que pertenecía entonces a la Provincia Ultramarina de Angola y que era sede de la flota 322 de la SCIRA. La Federación Portuguesa de Vela pagó la estancia y el viaje desde Lisboa (en un Boeing 707) a todos los participantes y oficiales de la regata. Ha sido la única ocasión en que el campeonato del mundo se ha celebrado en África.